# Prinses Julianaschool (Baarn)
De Prinses Julianaschool aan de Eemnesserweg 30 is een gemeentelijk monument in Baarn in de provincie Utrecht. Het bijbehorende onderwijzershuis De Vlint staat ernaast op Eemnesserweg 28.
Op deze plaats stond al in de 19e eeuw een school. In 1909 werd die school omgedoopt van gewoon 'Openbare School' naar 'Prinses Julianaschool'. Het huidige pand werd in 1932 gebouwd door gemeentewerken, waarbij de eerste steen van de oude school op deze plek werd ingemetseld. In de oorlogsjaren werd de naam van de school weer gewijzigd. De nieuwe naam werd Openbare School nr. 1.
Het zakelijk impressionistische gebouw heeft een boogvormige ingang.
De school is verbouwd tot woningen. Sinds 1997 is er een woongroep voor ouderen gevestigd.